# قانون اسلحه در ایالات متحده آمریکا
قانون حمل اسلحه در ایالات متحده آمریکا توسط تعدادی از ایالات‌ها و فدرال‌ها تعریف شده‌است. این قوانین تولید، تبادل، مالکیت، انتقال، ضبط سابقه، حمل و نقل و تخریب سلاح گرم، مهمات و لوازم آن را تنظیم می‌کند. متمم دوم قانون اساسی ایالات متحده آمریکا از حق نگهداری و حمل سلاح محافظت می‌کند.
مالکیت سلاح در آمریکا یک سنت قدیمی است، سنتی که به اندازه تاریخ این کشور قدمت دارد. بحث دربارهٔ محدود کردن این سنت نیز همواره از جنجالی‌ترین موضوع‌های اختلاف‌برانگیز بوده‌است.
بعد از جنگ استقلال در برابر بریتانیا حق حمل اسلحه به شهروندان آمریکا داده شد که ایالتهای مختلف قوانین متفاوتی نسبت به این موضوع دارند و دولت فدرال قوانین خاصی را برای مالکیت اسلحه وضع کرده‌است.

جمعیت حمل کنندگان اسلحه به درصد در ایالات آمریکا (سال 2016).

تعداد قتل توسط سلاح گرم در ایالات آمریکا (سال 2010).

## منشور حقوق ایالات متحده آمریکا
متمم دوم قانون اساسی ایالات متحده آمریکا مربوط به آزادی اسلحه است که این قانون جزو حقوق شهروندی ایالات متحده آمریکا محسوب می‌گردد. منشور حقوق در معیارهای تصویب قوانین کشوری و حقوقی و زندگی مردم آمریکا تأثیر بسیاری داشته‌است موسسان ایالات متحده آمریکا در آن زمان با هدف حفاظت از آزادی‌های فردی و محدود کردن قدرت حکومت، ده متمم را به قانون اساسی این کشور تازه تأسیس اضافه کردند که به "منشور حقوق" معروف شد
در اصل برای جلوگیری از خودکامگی حکومت این حق به شهروندان داده شد و موسسان ایالات متحده این اختیار را به مردم دادند تا با ایجاد گروه‌های شبه نظامی برای مقابله با خودکامگی احتمالی زمامداران و جلوگیری از ایجاد استبداد در این کشور بتوانند عکس‌العمل نشان دهند

## تعداد اسلحه‌ها و کشتارها
در آمریکا طبق آمارهای سال ۲۰۱۲ حدود ۲۷۰ میلیون اسلحه شخصی دراختیار مردم قرار دارد که قوانین نیمی از ایالات به افراد اجازه حمل آن‌ها را در فضای عمومی می‌دهد.در سال ۲۰۱۲ هر روز به‌طور متوسط ۳۲ نفر در آمریکا به علت شلیک گلوله کشته شدند و بیشتر سلاح‌های به کار گرفته شده در اتفاق‌ها، به‌طور قانونی تهیه شده‌اند از جمله تیراندازی دبستان سندی هوک که مادر آدام لانزا اسلحه‌ها را به صورت قانونی خریداری کرده بود.

## محدودیت سلاح‌های تهاجمی
قانون فدرال ممنوعیت سلاح‌های تهاجمی که در سال ۱۹۹۴ تصویب شده بود، ده سال بعد در سال ۲۰۰۴ منقضی شد. این قانون مالکیت سلاح‌های نیمه خودکار با ظرفیت خشاب بیشتر از ۱۰ گلوله را محدود می‌کرد.

## واکنش‌ها
هر زمان که تعدادی از شهروندان توسط سلاح گرم کشته می‌شوند گروه‌های مخالف با آزادی سلاح گرم دست به مخالفت می‌زنند ولی به علت نفوذ زیاد لابی انجمن ملی سلاح (NRA) بحث‌ها به تدریج به فراموشی سپرده می‌شوند.
پس از بروز واقعه تیراندازی دبستان سندی هوک در نیوتاون، حدود ۲۰۰ نفر در واشنگتن در حالی که شمع در دست داشتند، در محوطه مقابل کاخ سفید تجمع کردند. گروهی از این تجمع‌کنندگان خواهان اقدام دولت برای کنترل استفاده از سلاح‌های گرم در آمریکا بودند.
بار دیگر ماجرای قتل دو خبرنگار (۲۶ آگوست ۲۰۱۵) در پخش زنده تلویزیونی در شبکه تلویزیونی محلی "دبلیو دی بی جی ۷" وابسته به شبکه تلویزیونی سی‌بی‌سی فعالیت می‌کردند، موجب اعتراضات مردم آمریکا در مورد قوانین حمل سلاح گردید. در این حادثه، الیسون پارکر ۲۴ ساله و فیلمبردار، آدام وارد ۲۷ ساله، در تیراندازی مستقیم و از نزدیک به ضرب گلوله کشته شدند.